# Chiesa di Nostra Signora del Carmelo (La Valletta)
La Chiesa di Nostra Signora del Monte Carmelo è un luogo di culto dedicato alla Madonna del Carmine ubicato a La Valletta.

## Storia
La chiesa di Nostra Signora del Carmelo, progettata da Girolamo Cassaro nel 1570, era originariamente dedicata alla Madonna dell'Annunziata. Essa si sviluppa su pianta ellittica ed è sormontata da un'imponente cupola alta 42 metri che domina lo skyline della città e il porto di Marsamuscetto.
Nel 1859 la chiesa venne dedicata a Nostra Signora del Monte Carmelo, per volontà dell'omonima confraternita de La Valletta, e il 13 maggio 1895 l'edificio fu elevato alla dignità di basilica. La chiesa venne ricostruita nel 1900 dai frati carmelitani e nel 1958 venne nuovamente ricostruita dopo i bombardamenti della seconda guerra mondiale.

Nel 1974 divenne la chiesa parrocchiale della località.

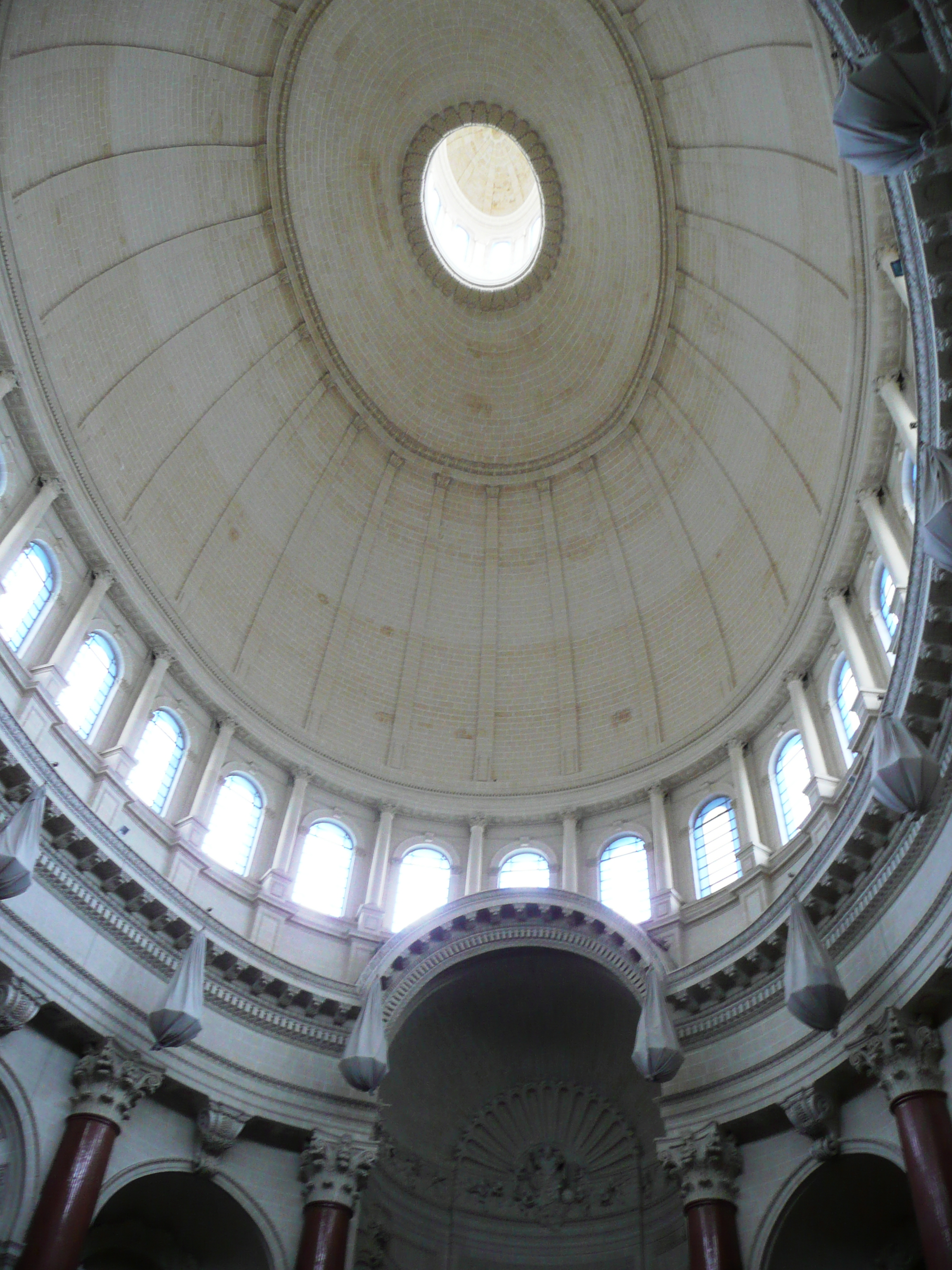
La cupola vista dall'interno

### Interno
All'interno si segnalano una tela di Giuseppe D'Arena (Adorazione dei Magi) e la tomba di Gio Nicola Buhagiar, entrambe del XVII secolo.
Le pale d'altare Beato Franco e Cristo che riceve Santa Maria Maddalena de Pazzi sono di Maria De Dominici (1645-1703), terziaria carmelitana, pittrice e scultrice maltese, allieva di Mattia Preti.